# 이명현 (1942년)
이명현(李明賢, 1942 ~ )은 대한민국의 교육인이다. 제37대 교육부총리 겸 교육부 장관을 지냈다.
평안북도 신의주에서 출생하였다. 1997년 8월 6일부터 1998년 3월 2일까지 대한민국의 제37대 교육부장관에 재임하였다. 교육부장관 퇴임후 서울대학교 명예교수로 재임하고 있다.

## 학력
- 서울대학교 철학 학사
- 서울대학교 대학원 서양철학 석사
- 브라운대학교 대학원 분석철학 박사